# Haus der Elektroindustrie
La Haus der Elektroindustrie (plus rarement : Haus der Elektrotechnik ) (HdE) est un bâtiment sur l'Alexanderplatz à Berlin, en Allemagne, situé au numéros 1, 3 et 6 Alexanderstraße.
Jusqu'en juin 2006, l'ensemble du bâtiment portait l'adresse Alexanderplatz 6. Il a abrité le ministère de l'électrotechnique et de l'électronique de la RDA de 1969 à 1990, et d'autres institutions associées. Dans les années 1990, la Treuhandanstalt y a son siège. De 1999 à 2011, l'ancien HdE est le siège du ministère fédéral de l'Environnement, de la Conservation de la nature et de la Sûreté nucléaire, et de 1999 à 2009, il abrite également le ministère fédéral de la Famille. Depuis le milieu des années 2010, seules de petites parties du rez-de-chaussée sont utilisées, une démolition n'est pas à exclure à terme.

## Histoire

### République démocratique allemande

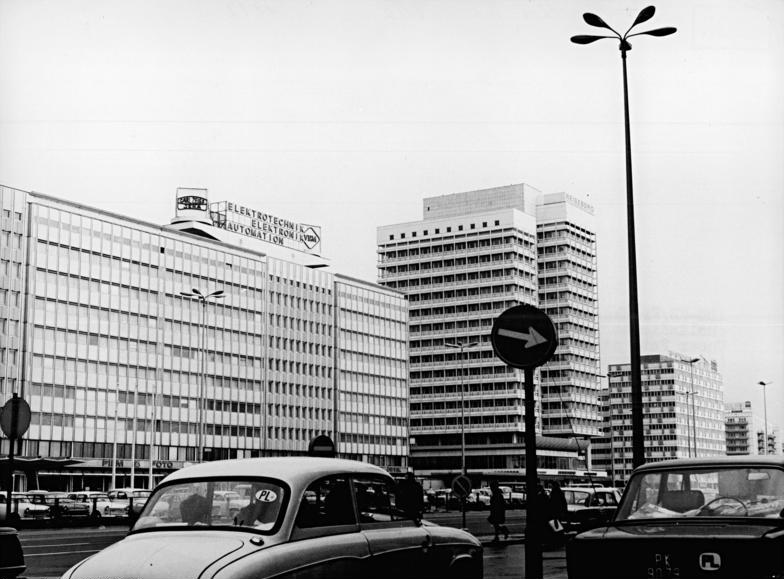
A gauche : Haus der Elektroindustrie, au milieu : Haus des Reisens, 1972.

L'immeuble fait 221 mètres de long pour 38 mètres de haut et 22 mètres de large. Comportant 10 étages, il est construit de 1967 à 1969 d'après les plans des architectes berlinois Heinz Mehlan, Emil Leibold et Peter Skujin. La construction est réalisée par des spécialistes suédois sur une ossature métallique, avec des murs en briques. Le bâtiment est équipé d'une climatisation et de bureaux en open space.
Quatre commerces accessibles au public étaient logés au rez-de-chaussée : disques d'Eterna, Amiga et Litera, radio et télévision, horloges de Ruhla, cristallerie de Weimar, ainsi que des optiques photo-cinéma ( magasin industriel Zeiss) (de gauche à droite). Des deux côtés du toit se trouvaient des cubes rotatifs qui faisaient la publicité de l'industrie électronique en RDA. Appartenant également à la HdE se trouvait le restaurant central d'entreprise (ZBG) du côté nord de la cour avec accès direct depuis le premier étage de la HdE ainsi qu'une extension sur le côté droit de la Haus des Reisens (Maison du Voyage) où quelques services spéciaux de la Stasi étaient installés.
Après l'achèvement, le ministère de l'électrotechnique / de l'électronique de la RDA (MEE), le VVB Bauelemente und Vakuumtechnik (VVB BuV) et certaines entreprises spécialisées dans le commerce extérieur y emménagent. En 1978, le VVB BuV est dissous à la suite de la création du VEB Kombinat Mikroelektronik Erfurt (VEB KME) et du VEB Kombinat Elektronische Bauelemente Teltow (VEB KEBT) et leurs départements quittent le HdE.

### Après la réunification
Après la réunification allemande, le bâtiment est géré par la Treuhand, qui y a initialement son siège. Les plans de reconstruction de l'Alexanderplatz par Hans Kollhoff et Helga Timmermann de 1993 prévoient la démolition de l'immeuble. Deux tours devaient être construites à sa place. Jusqu'à présent (en 2018), il n'y a ni investisseurs ni utilisateurs pour ce plan de développement, donc le HdE est resté tel quel et est utilisé à d'autres fins.
En août 1999, le ministère fédéral de l'Environnement, de la Protection de la nature et de la Sûreté nucléaire s'y installe. Entre 2000 et 2001, la façade du bâtiment est rénovée par Sergei Tchoban.
Les autres locataires de la propriété sont des banques, des compagnies d'assurance, l'ADAC, la Bahn-BKK et l'Association des écoles ferroviaires allemandes (VDEF) ainsi que des petits commerces. Le ministère fédéral des Affaires familiales emménage dans un nouveau bâtiment à Glinkastraße en février 2010. Le ministère fédéral de l'Environnement a emménagé dans un nouveau bâtiment sur Stresemannstraße en juin 2011.